# Спортивна гімнастика на літніх Олімпійських іграх 2008 — вільні вправи (чоловіки)
Змагання у вільних вправах у рамках турніру зі спортивної гімнастики на літніх Олімпійських іграх 2008 року відбулись 17 серпня 2008 року в Пекінському державному палаці спорту. 

## Медалісти
| Золото           | Срібло                    | Бронза                   |
| Цзоу Кай · Китай | Хервасіо Деферр · Іспанія | Антон Голоцуцков · Росія |

## Фінал
| Місце | Гімнаст                 | Складність | Виконання | Штраф | Сума   |
| ----- | ----------------------- | ---------- | --------- | ----- | ------ |
|       | Цзоу Кай (CHN)          | 6.700      | 9.350     |       | 16.050 |
|       | Хервасіо Деферр (ESP)   | 6.500      | 9.275     |       | 15.775 |
|       | Антон Голоцуцков (RUS)  | 6.500      | 9.225     |       | 15.725 |
| 4     | Фабіан Гамбюхен (GER)   | 6.500      | 9.150     |       | 15.650 |
| 5     | Кохей Утімура (JPN)     | 6.300      | 9.275     |       | 15.575 |
| 6     | Дієго Іполіто (BRA)     | 6.700      | 8.500     |       | 15.200 |
| 7     | Маріан Драгулеску (ROU) | 6.500      | 8.350     |       | 14.850 |
| 8     | Олександр Шатілов (ISR) | 6.600      | 7.925     | 0.400 | 14.125 |

## Кваліфіковані гімнасти
| Місце | Гімнаст                 | Складність | Виконання | Штраф | Сума   |
| ----- | ----------------------- | ---------- | --------- | ----- | ------ |
| 1     | Дієго Іполіто (BRA)     | 6.600      | 9.350     |       | 15.950 |
| 2     | Маріан Драгулеску (ROU) | 6.900      | 9.025     |       | 15.925 |
| 3     | Хервасіо Деферр (ESP)   | 6.500      | 9.325     |       | 15.825 |
| 4     | Фабіан Гамбюхен (GER)   | 6.500      | 9.300     |       | 15.800 |
| 5     | Кохей Утімура (JPN)     | 6.500      | 9.225     |       | 15.725 |
| 6     | Цзоу Кай (CHN)          | 6.700      | 9.100     | 0.100 | 15.700 |
| 7     | Антон Голоцуцков (RUS)  | 6.500      | 9.100     |       | 15.600 |
| 8     | Олександр Шатілов (ISR) | 6.600      | 9.000     |       | 15.600 |